# Kenilworth
Kenilworth este un oraș în comitatul Warwickshire, regiunea West Midlands, Anglia. Orașul se află în districtul Warwick.
Înainte de revoluție, biserica baptista din Albion Street a făcut niște înfrățiri cu biserici în România inclusiv din Arad și Bacău.

## Personalități născute aici
- Robert Dudley, primul conte de Leicester (1532 - 1588), cavaler al Ordinului Jartierei.